# Carcinomastax minima
Carcinomastax minima är en insektsart som beskrevs av Marius Descamps 1964. Carcinomastax minima ingår i släktet Carcinomastax och familjen Euschmidtiidae. Inga underarter finns listade i Catalogue of Life.